# La cigala i la formiga (La Fontaine)
La cigala i la formiga és la primera faula del Llibre I de les Faules de Jean de La Fontaine, editat per primera vegada el 1668. Es troba al primer recull de les Faules i sovint és la primera que s'ensenya als petits infants. Es basa en la faula homònima de l'autor clàssic Isop. A més d'algunes diferències en l'argument de la faula, en la versió de La Fontaine la moral és ambigua. L'escriptor francès evita prendre partit explícitament per algun dels dos animals, tot i que alguns analistes literaris han suggerit que, a diferència d'Isop, La Fontaine creu que l'altruisme de la cigala és una qualitat encara més positiva que la capacitat de la formiga de treballar de valent.
Aquesta faula, a més de ser la primera faula del Llibre I, també n'és la segona més curta, darrere d'El gall i la perla. Jacques-Henri Périvier avança la hipòtesi que no es tracta d'una simple casualitat, sinó que La Fontaine, que sempre havia vist la brevetat com a única regla fixa del gènere de les faules, hauria volgut iniciar la seva obra amb una faula particularment breu.
La cigala i la formiga va ser musicada per Maurice Delage el 1931 juntament amb El corb i el renard. L'obra de Delage no és cantada, sinó recitada de manera rítmica sobre la música. Delage va ser molt específic respecte a la manera com els cantants havien de recitar la faula en els tres papers de narrador, cigala i formiga. També la van musicalitzar Charles Trenet i Django Reinhardt el 1941, i la faula va ser interpretada per Charles Trenet.

## Argument
La faula presenta una cigala que, després de passar-se l'estiu cantant, en arribar l'hivern es troba desproveïda d'aliment i va a demanar a la seva veïna, la formiga, que li deixi algun gra, per poder sobreviure al dur hivern, alhora que li promet que quan arribi l'estiu li retornarà el préstec amb interessos. La formiga li pregunta què ha estat fent durant tot l'estiu i la cigala li respon que ha estat cantant. En sentir això, la formiga no presta aliment a la cigala, sinó que li recrimina la seva peresa i l'abandona a una mort gairebé segura.

## Anàlisi

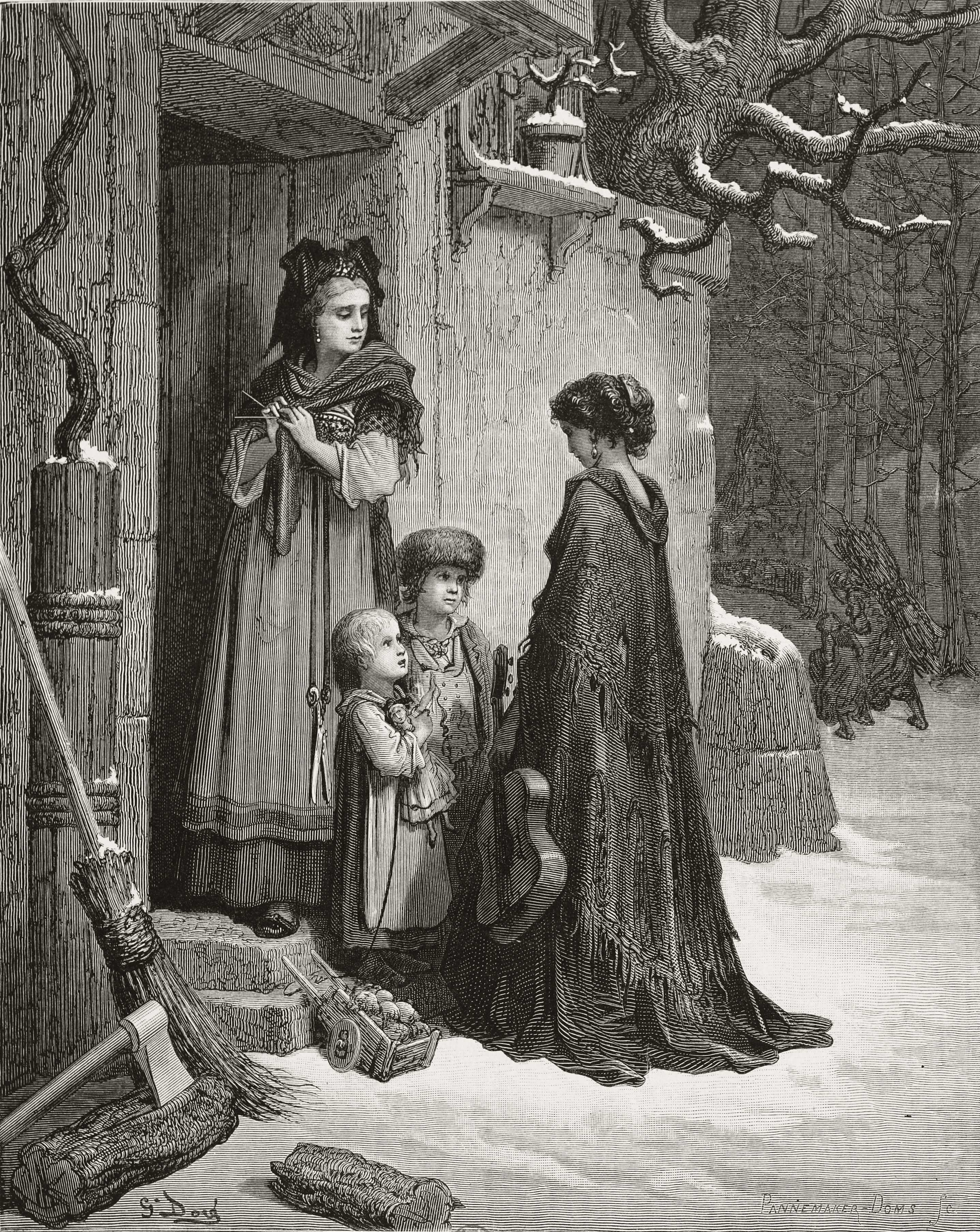
Il·lustració de Gustave Doré amb personatges humans

Es tracta d'una història didàctica (amb moralitat), atès que en aquest cas el treball incessant de la formiga es veu recompensat amb la supervivència i la despreocupació de la cigala es paga amb la vida. Aquesta contraposició de dos estils de vida completament diferents és l'element literari central de la faula. Tot i que el comportament dels dos animals (la cigala cantadora i la formiga treballadora) correspon al que tenen en la vida real, La Fontaine els va elegir no només com a simple al·legoria de la peresa i el treball, sinó com a contraposició clara i dramàtica de dos perfils humans diametralment oposats: d'una banda, el de l'individu que gasta, comparteix el que té i se centra en l'art, i de l'altra banda el de l'individu que estalvia, actua de manera egoista i es preocupa sobretot per l'economia.
La moral de la faula és ambigua. D'una banda, les ganes de treballar de la formiga són una qualitat positiva, però el seu egoisme envers la cigala és un caràcter negatiu. Aquesta grisor moral també s'observa en la cigala, que és un animal peresós però altruista, ja que ofereix el seu cant a totes les altres bestioles sense demanar-los res a canvi. La Fontaine no pren partit per cap dels dos animals, però insisteix en els aspectes positius de la cigala: la seva educació, la seva honestedat i el fet que només li demana a la formiga la quantitat justa de menjar per passar l'hivern. Segons Clodomir Rouzé, cal comprendre que la peresa és mala amiga, però sense veure la resposta egoista de la formiga com un model a seguir. Périvier, d'altra banda, suggereix que des d'un cert punt de vista també es pot considerar el cant de la cigala com una ocupació.
Aquesta faula és l'única del recull que presenta una cigala, animal que a l'antiguitat clàssica representava el poeta despreocupat. Al segle XIX, a la seva obra Poèmes de Provence, Jean Aicard s'hi referia dient: «Sóc l'insecte estimat del poeta i dels déus». S'ha suggerit que el poeta que simbolitza la cigala d'aquesta faula en concret no és altre que el mateix La Fontaine, que s'hauria basat en la seva experiència com a jove poeta despreocupat, passant-se «la meitat del temps dormint i l'altra meitat sense fer res». Igual que l'hivern acaba destruint la innocència de la cigala, La Fontaine també va acabar perdent la innocència, en aquest cas quan el seu mecenes, Nicolas Fouquet, va ser arrestat per Lluís XIV, acusat de malversació de fons i condemnat a cadena perpètua. Diversos autors creuen que Fouquet hauria pogut ser l'home de la màscara de ferro, tot i que hi ha molt pocs indicis històrics que ho avalin.

## Text original
La Cigale, ayant chanté
Tout l'Été,
Se trouva fort dépourvue
Quand la bise fut venue.
Pas un seul petit morceau
De mouche ou de vermisseau.
Elle alla crier famine
Chez la Fourmi sa voisine,
La priant de lui prêter
Quelque grain pour subsister
Jusqu'à la saison nouvelle.
«Je vous paierai, lui dit-elle,
Avant l'Oût, foi d'animal,
Intérêt et principal.»
La Fourmi n'est pas prêteuse;
C'est là son moindre défaut.
«Que faisiez-vous au temps chaud?
Dit-elle à cette emprunteuse.
—Nuit et jour à tout venant
Je chantais, ne vous déplaise.
—Vous chantiez? j'en suis fort aise.
Eh bien! dansez maintenant.